# Droga wojewódzka nr 839
Droga wojewódzka nr 839 (DW839) – dawna droga wojewódzka klasy Z biegnąca południkowo w województwie lubelskim, w powiecie łęczyńskim i chełmskim o długości ok. 30 km. Łączyła Cyców z Rejowcem. Trasa ta na krótkim odcinku w Maryninie pokrywała się z drogą krajową 12 i międzynarodowym szlakiem E373.

## Miejscowości leżące przy trasie DW839
- Cyców
- Kulik
- Kulik-Kolonia
- Dobromyśl
- Janowica
- Siedliszcze
- Marynin
- Pawłów
- Rejowiec Fabryczny
- Wólka Rejowiecka
- Rejowiec